# Il Marzocco
"Intendiamo opporci con tutte le nostre forze a quella produzione d'opere letterarie ed artistiche in generale che hanno le loro origini fuori della PURA BELLEZZA.
Noi NON TENTEREMO quella critica delle opere d'arte che in esse tutto ricerca fuori che il segreto della loro vita; NON CI LAMENTEREMO per quello che l'artista non ha messo nell'opera, eviteremo ogni giudizio morale o sociologico in quanto l'arte non può essere messa al servizio delle scienze morali e sociali".
Il Marzocco è stata una rivista letteraria settimanale fondata a Firenze il 2 febbraio 1896 e terminata il 25 dicembre 1932. La testata, fondata da Adolfo e Angiolo Orvieto, riprese il nome e l'impresa araldica dell'antico leone rampante in rame che costituiva uno degli stemmi della Repubblica fiorentina.

## Storia
Nata un anno dopo la rivista Convito, il periodico - il cui titolo viene scelto da Gabriele D'Annunzio - inizia le sue pubblicazioni sotto la direzione dei due fondatori Adolfo e Angiolo Orvieto, il 2 febbraio 1896. Un anno dopo (7 febbraio 1897) la direzione viene presa da Enrico Corradini. La rivista si presenta subito, fin dal primo numero, con i suoi eleganti quattro fogli, in bel formato e con incisioni in bistro (che diventeranno sei grandi in nero, con incisioni e fotografie di opere d'arte). In questo modo Il Marzocco dà inizio alla serie fiorentina delle riviste dell'estetismo che continueranno all'inizio del Novecento con il Leonardo e Hermes.
Nella sua prima fase di vita (1896-1899), il periodico si dimostra anti-positivista e simbolista, votato al culto dell'arte per l'arte. Il Manifesto della rivista, steso da Saverio Gargàno e Gabriele D'Annunzio, denota chiari ideali di estetismo antipositivista. Il Marzocco dimostra subito il suo entusiasmo per l'opera di Giovanni Pascoli, che accoglie e difende. Negli anni che vanno dal 1896 al '99 la polemica del Marzocco contro l'accademismo erudito procede di pari passo con le tendenze di carattere estetizzante che vogliono ridare vita alla letteratura e alle arti figurative. Nei numeri del 17 febbraio, 7 marzo e 11 aprile 1897, compaiono molte liriche del poeta forlivese insieme alla prosa Il fanciullino (pubblicato per la prima volta proprio sulla rivista) che enuncia la poetica pascoliana di poesia come invenzione pura, al di fuori della storia e del tempo.
Nel 1900 la direzione della rivista passa ad Adolfo Orvieto. Avviene allora un'inversione di tendenza. Il nuovo motto è: "Fare guerra spietata a tutto ciò che è pura arte e pura bellezza perché il tempo della letteratura decorativa è passato". Collaborano al Marzocco Giuseppe Saverio Gargano, Luciano Zuccoli, Angelo Conti, Romualdo Pàntini, Vittorio Pica, Egisto Roggero e Giannotto Bastianelli.
Negli anni dal 1911 al 1914 si infittiscono sulle pagine della rivista articoli di irrazionalismo politico e riscossa nazionale. Dopo l'annuncio dello scoppio della prima guerra mondiale dato da Luciano Zuccoli sul n. 31 del 2 agosto 1914, Marzocco si schiera a favore dell'interventismo italiano, riducendo così sulle sue pagine gli spazi per le attività letterarie. Nel periodo bellico Il Marzocco conduce un'aspra battaglia contro la "barbarie germanica" coinvolgendo tutta la cultura. La rivista si fa così portavoce di una fazione che sostiene la necessità del conflitto. Nel 1922 sostiene apertamente l'impresa di D'Annunzio a Fiume.
Le leggi fasciste sulla stampa del 1926 risparmiano Il Marzocco, ma la rivista perde progressivamente il suo valore. Inizia un periodo di decadenza che termina con la sospensione delle pubblicazioni, avvenuta il 25 dicembre del 1932.